# Pyrausta tripunctalis
Pyrausta tripunctalis is een vlinder van de familie van de grasmotten (Crambidae). De wetenschappelijke naam van deze soort is voor het eerst voorgesteld door Paul Dognin in een publicatie uit 1908.
De soort komt voor in Peru.